# Ecitoninae
Die Ecitoninae sind die einzige Unterfamilie der Wanderameisen aus der Neuen Welt.

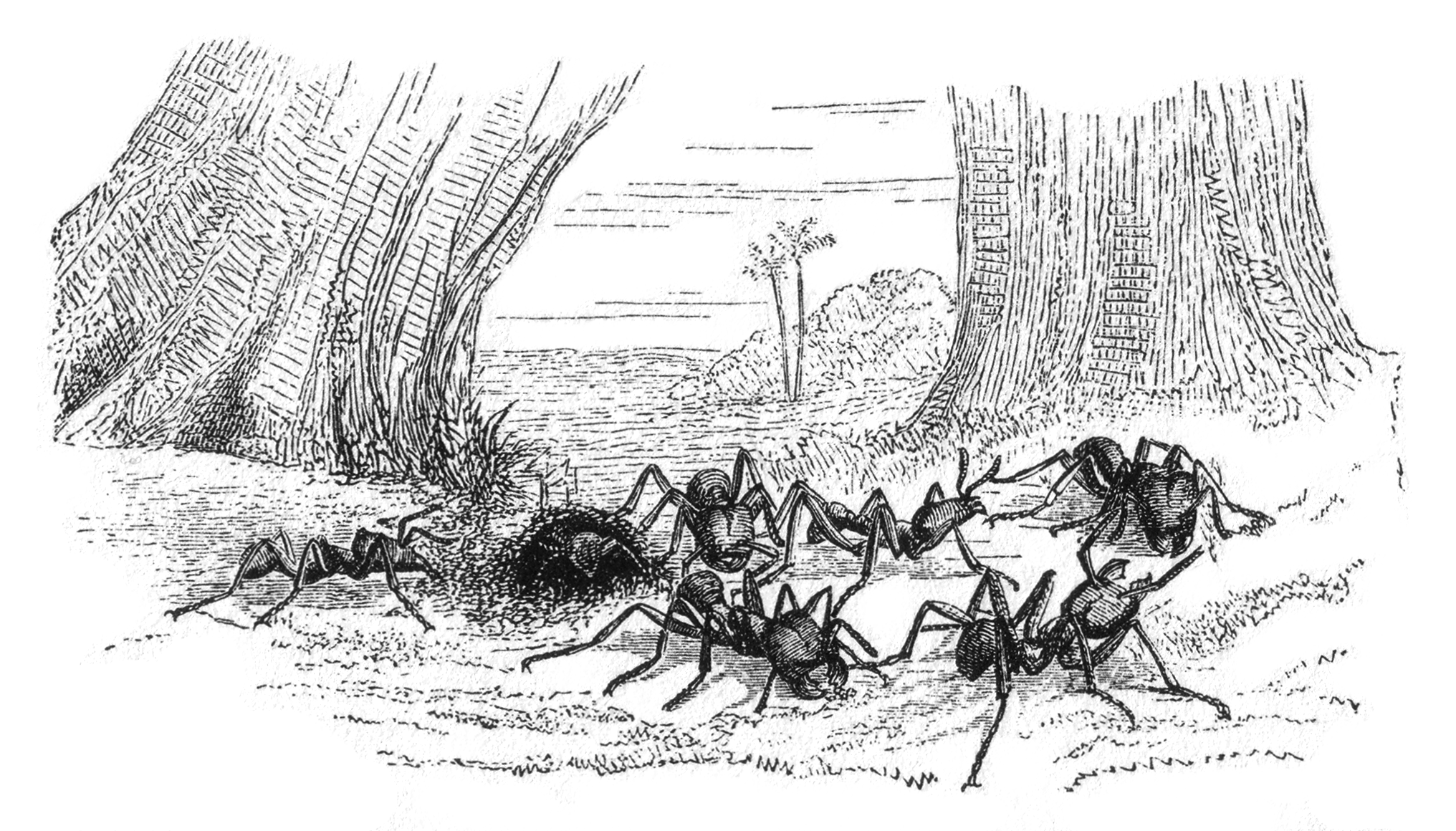
Wanderameisen am Waldboden des Amazonasbecken (Skizze)

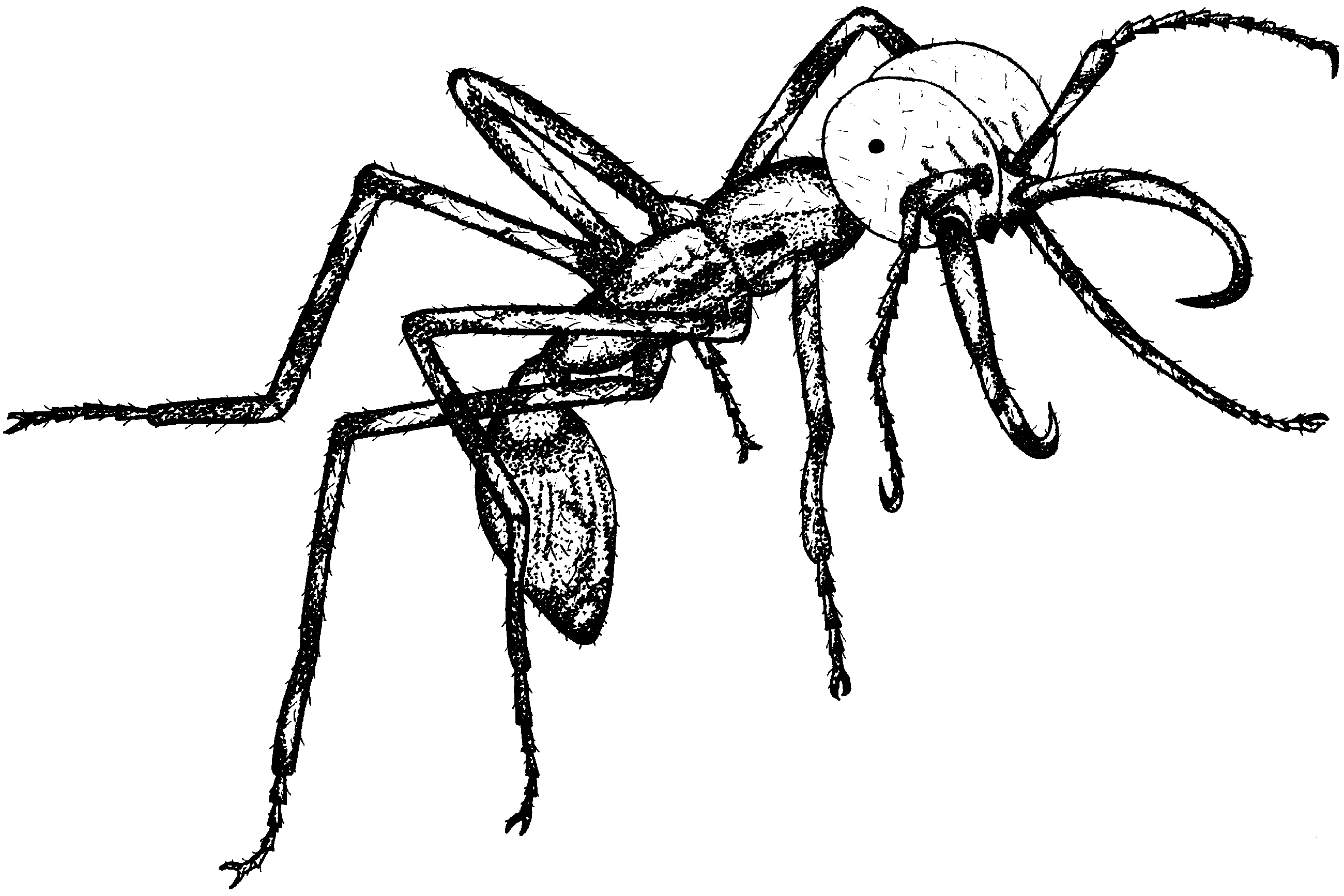
Eciton burchelli (Skizze)

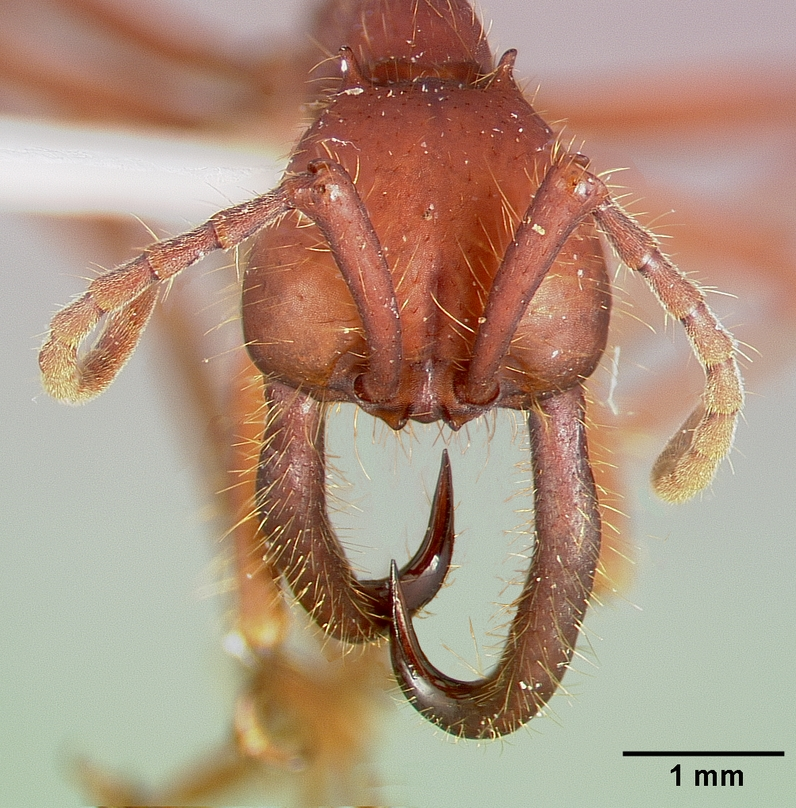
Kopfpartie von Eciton mexicanum casent

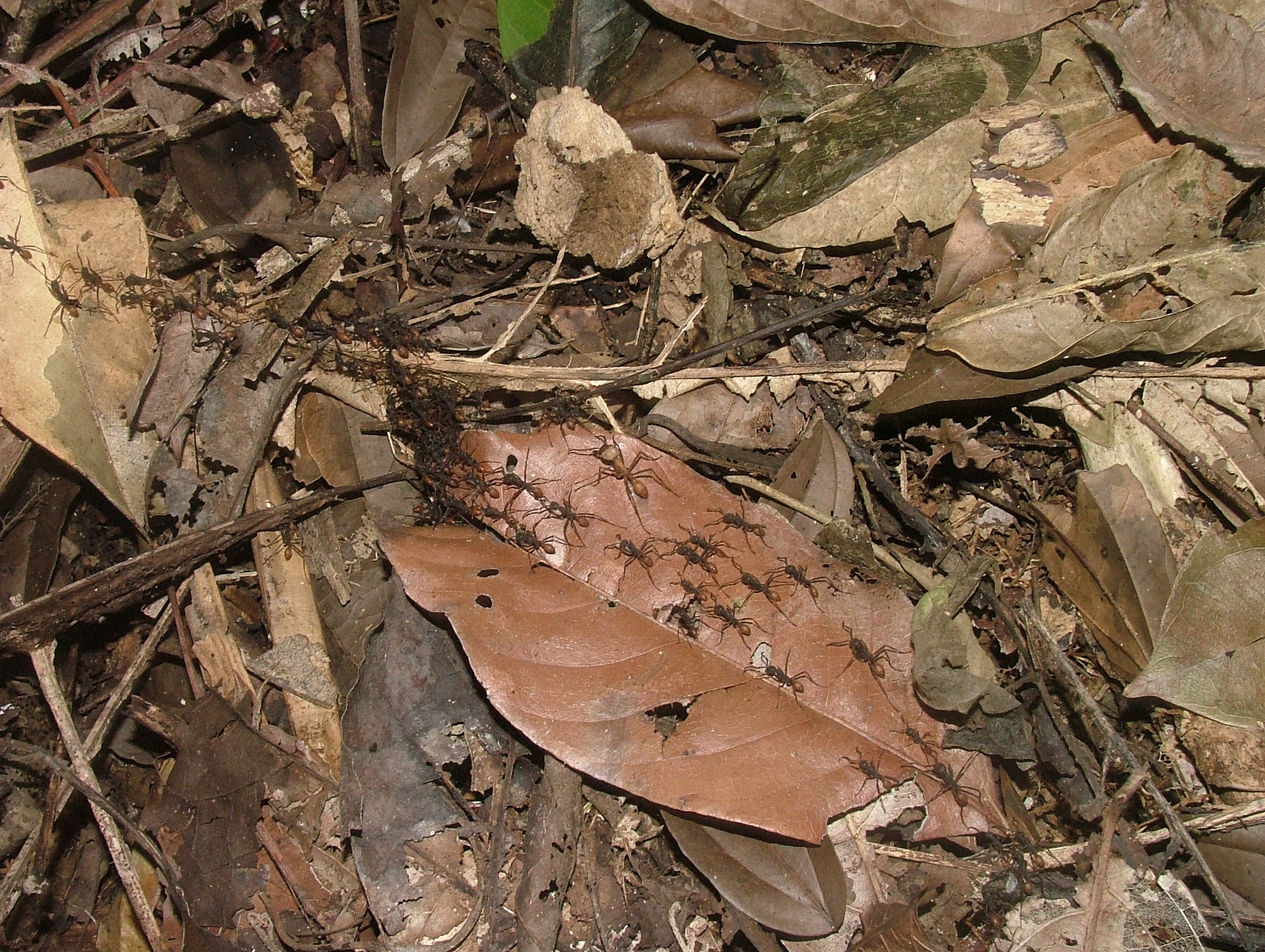
Raubzug von Eciton burchelli

## Systematik
Die Unterfamilie gliedert sich in die beiden Tribus Cheliomyrmecini und Ecitonini. Die Cheliomyrmecini bestehen nur aus der Gattung Cheliomyrmex. Die Ecitonini umfassen die Gattungen Neivamyrmex, Nomamyrmex, Labidus und Eciton, wobei letztere der Unterfamilie den Namen gab. Die am besten beschriebenen Arten aus dieser Gruppe sind Eciton burchelli und Eciton hamatum.
Zu den Ecitonini gehören 150 Ameisenarten, deren Verbreitungsgebiet einiger von Kansas bis Argentinien reicht. Neivamyrmex allein umfasst 120 Arten, wobei einige auch in den wärmeren Regionen der USA vorkommen.

## Vorkommen
Ecitoninae-Arten kommen in Nord-, Mittel- und Südamerika vor. Die in Nordamerika vorkommenden Wanderameisen werden weniger häufig beobachtet, da die Individuen sehr klein sind (ca. 5 mm) und ihre begrenzten Raubzüge zumeist nachts stattfinden. Eciton kommt in den tropischen Regenwäldern und Feuchtsavannen von Mexiko, Guatemala, El Salvador, Honduras, Costa Rica, Panama, Kolumbien, Venezuela, Guayana, Surinam, Britisch Guayana, Französisch-Guayana, Ecuador, Peru, Bolivien, Paraguay und Brasilien vor.  In Costa Rica kann man Eciton-Wanderameisen häufig im Cahuita National Park, Monteverde Cloud Forest Reserve oder Santa Elena Cloud Forest Reserve beobachten.

## Beschreibung
Wander-, Heeres- oder Treiberameisen werden auf Englisch „army ants“ (‚Armeeameisen‘) oder „driver ants“ (‚Treiberameisen‘), auf Spanisch „Marabunta“, „hormigas legionarias“ (‚Legionärsameisen‘), „hormigas devastadoras“ (‚Zerstörungsameisen‘), in Costa Rica „ronchadoras“, in Kolumbien „tambochas“, eindrucksvoll beschrieben im Romanklassiker La Vorágine (‚Der Strudel‘) von José Eustasio Rivera, und auf Portugiesisch „formiga-de-correição“ (‚Laufameisen‘) genannt.
Bolton beschrieb die Unterfamilie der Ecitoninae durch folgende gemeinsame Merkmale: die Männchen besitzen deutlich definierte Präskleriten auf dem Unterleibsabschnitt IV bis VII. Das Auge ist reduziert zu einem einzigen Ommatidium oder fehlt.

## Lebensweise
Am auffälligsten sind die Arten der Gattung Eciton, die vom südlichen Mexiko bis in die tropischen Regenwälder Südamerikas vorkommen und durch breite Jagdformationen sichtbar sind. Die lichtscheuen Ameisen leben überwiegend auf dem Waldboden oder in abgestorbenen Bäumen und brechen zu bestimmten Tagesstunden (meist in der Morgen- oder Abenddämmerung) zu ausgedehnten Raubzügen auf. In den frühen Morgenstunden sind es Späher und Patrouillen aus Arbeiterinnen, welche ein bestimmtes Areal nach Nahrung erkunden und sobald Beute gemacht wird, den Weg mit Pheromonen kennzeichnen. Als Nahrung werden alle Lebewesen angesehen, die überwältigt werden können.
Ihre Kolonien und ihre Könige werden bei den Raubzügen mitbewegt, dabei werden häufig Biwaks aus lebendigen Ameisen gebildet. Der Lebenszyklus dieser Wanderameisen wechselt von stationärer und Wanderphase ab.